# Землелаз патагонський
Землелаз патагонський (Upucerthia saturatior) — вид горобцеподібних птахів родини горнерових (Furnariidae). Мешкає в Аргентині і Чилі. Раніше вважався конспецифічним з довгодзьобим землелазом, однак був визнаний окремим видом.

## Поширення і екологія
Патагонські землелази мешкають в центральному Чилі (Вальпараїсо, Лос-Лагос) та на заході Аргентини (Неукен, Ріо-Негро, Чубут). Вони живуть в гірських лісах та на високогірних луках Патагонських Анд. Зустрічаються на висоті до 1800 м над рівнем моря. Взимку частина популяції мігрує в долини.